# 2259 Sofievka
2259 Sofievka este un asteroid din centura principală, descoperit pe 19 iulie 1971 de Bella Burnasheva.